# Radio Tour Eiffel
Ne doit pas être confondu avec Radio Service Tour Eiffel ou Tour Eiffel 95.2.
Radio Tour Eiffel est la première station de radio créée en France, ainsi que le premier poste de la radiodiffusion d’État qui émet officiellement à partir du 6 février 1922 jusqu'au 6 juin 1940.

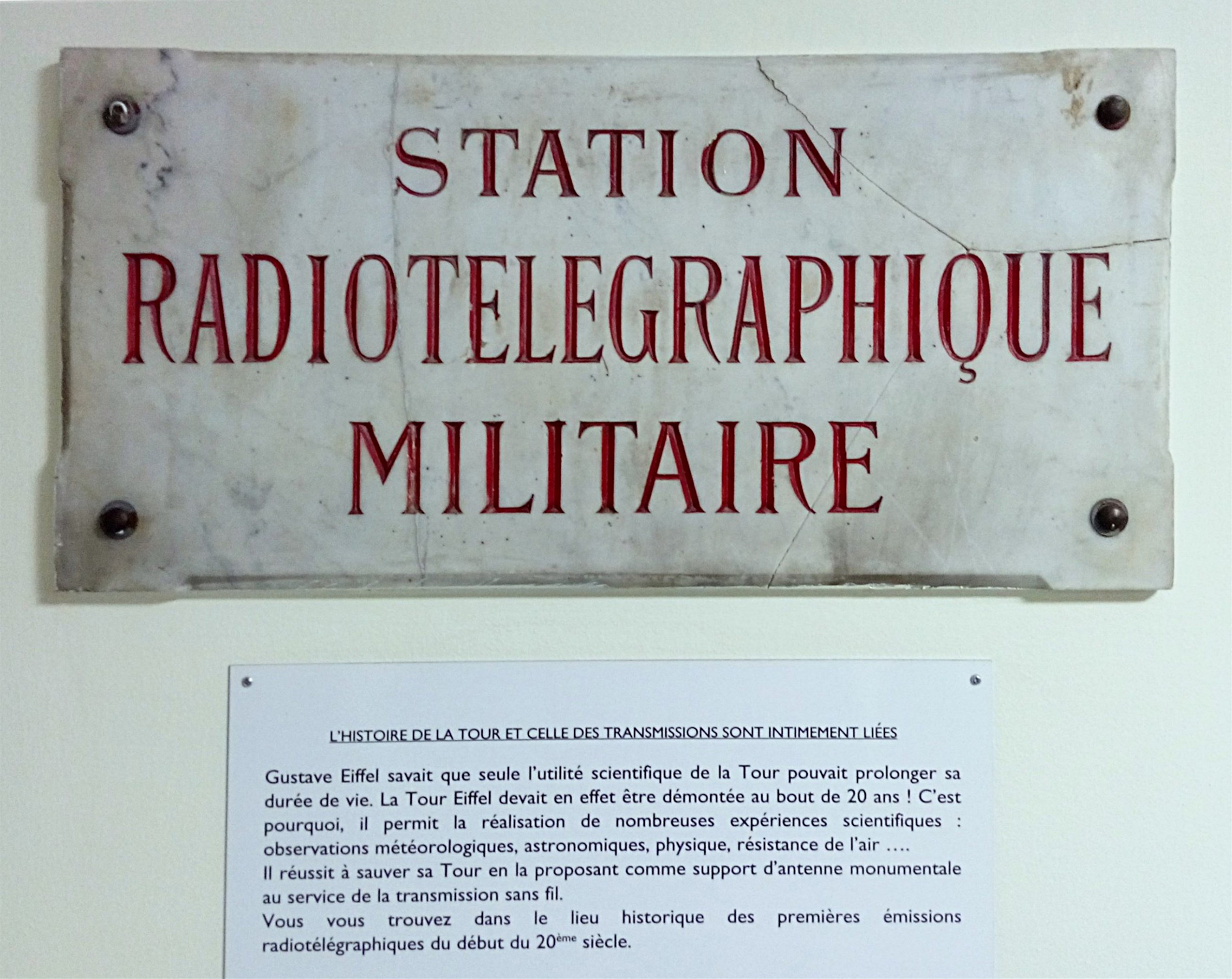
Plaque du bunker du Champ de Mars.

## Histoire
Le poste militaire de la Tour Eiffel est la première station de radio a émettre de façon régulière sur le territoire français. 
En 1898, l’ingénieur Eugène Ducretet prouve, en émettant un signal morse entre la tour Eiffel et le Panthéon, que la construction monumentale du Champ-de-Mars peut se révéler utile. C’est en 1903 que Gustave Eiffel propose les services de sa tour métallique à Gustave Ferrié, pionnier de la télégraphie sans fil, qui utilise jusque-là des ballons qui déplient dans les airs des antennes reliées au sol. Ferrié tend donc, dès 1903, six fils d’antenne qui partent du sommet de la tour. Afin d’éviter les crépitements d’étincelles de l’émetteur, gênants pour le voisinage, la station de radio est enterrée sous le Champ-de-Mars. L'armée procède aux premiers essais du poste de la Tour Eiffel dès le 24 avril 1910 par la transmission de signaux destinés à la Marine. La guerre arrive et le procédé fait ses preuves. Il permet de communiquer plus aisément avec les troupes. Ferrié est couvert de décorations, tandis qu’Eiffel voit sa tour devenir une installation pérenne. Reste à prouver que ce nouveau moyen de communication peut servir au grand public.

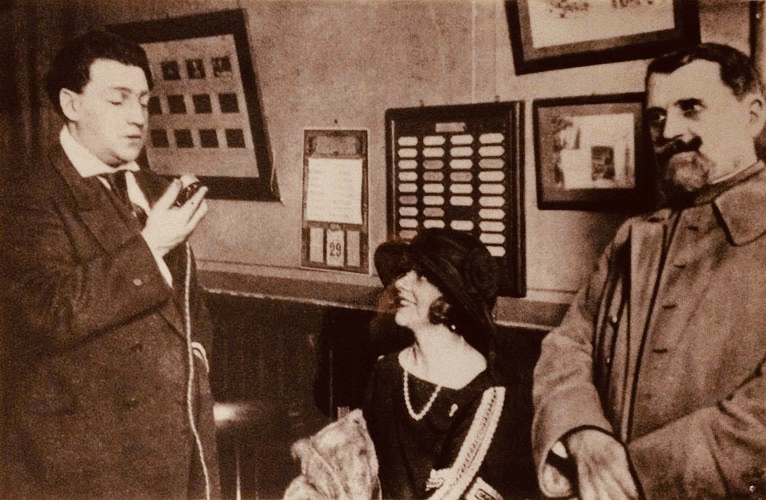
6 février 1922 : Inauguration de la station radio de la tour Eiffel par Sacha Guitry, Yvonne Printemps et le Général Ferrié.

Le poste de la Tour-Eiffel est officiellement transféré du Ministère de la Guerre à celui des P.T.T. le 15 janvier 1920, mais tout le personnel militaire et le Général Ferrié restent en place. Début novembre 1921, le poste de la Tour Eiffel commence discrètement à diffuser sur la longueur d'onde de 2650 m des émissions musicales de manière plus fréquente afin de perfectionner son matériel encore peu adapté à la diffusion de la voix et encore moins de la musique. Le programme consiste généralement, en début de soirée, à la lecture d'un bulletin de la Météorologie Nationale, suivi d'un petit concert de violon et d'une revue de presse. Après la première expérience de radiodiffusion publique française menée le 26 novembre 1921 depuis l'émetteur de Sainte-Assise, le poste de la Tour Eiffel diffuse sa première émission radiophonique le 24 décembre 1921 qui n'est captée que par un nombre très restreint de sans-filistes avertis sur leurs postes à galène. Le premier animateur radio français est un sapeur télégraphiste dont les premiers mots sont : « Allô, allô, ici poste militaire de la Tour Eiffel ». L'inauguration officielle a lieu le 6 février 1922 en présence du Sous-Secrétaire d'État des P.T.T. Paul Laffont, des comédiens Yvonne Printemps, Sacha Guitry et Lucien Guitry qui, pour l'occasion, lit au micro un poème de Victor Hugo "Ô Soldats de l'an II". Les émissions quotidiennes, qui débutent d'abord modestement à 16h30 à raison d'une demi-heure par jour, proposent aux Parisiens équipés de récepteurs TSF la lecture des prévisions météorologiques destinées principalement aux agriculteurs et les cours de la Bourse de Paris et des matières agricoles. Par la suite, les programmes s'étoffent régulièrement de musique et sont diffusés chaque jour de 14h30 à 17h. Les émissions musicales proposent des diffusions en direct de radio-concerts avec orchestre ou chanteur dans le studio et font appel au bénévolat des artistes.
Le poste P.T.T. de Lyon La Doua relaie les émissions de la Tour Eiffel dès mars 1922 sur la fréquence Grandes Ondes 3500 m. 
En 1924, le gouvernement Herriot estime que le monopole de l'État rappelé dans la loi de finance de juin 1923 s'applique à l'émission, c'est-à-dire à la transmission des ondes, et non pas à la composition des programmes qui est désormais confiée à des associations gérantes pour chaque station d'État. Ces associations doivent être constituées de représentants des services publics, des groupements corporatifs, de la presse, des auteurs-compositeurs, des constructeurs et commerçants en matériel radio-électrique, mais aussi de groupements d'amateurs de TSF et d'auditeurs. L'État reste néanmoins maître de ses associations et peut y exercer son pouvoir et son influence. Ainsi, le poste de la Tour Eiffel est donné en location le 27 mai 1924 à l'Association des Amis de la Tour qui est chargée d'y organiser les émissions et les informations. Son directeur, Maurice Privat, met à l'antenne le 3 novembre 1925 le premier « journal parlé » au monde, ainsi que de nombreuses chroniques. Maurice Privat et son association sont écartés de la station le 4 novembre 1927 au profit de la Fédération nationale radiotéléphonique de la Tour Eiffel dont le siège est au Grand Palais. Le conseil d'administration est aux mains d'hommes politiques et d'industriels comme Ernest Mercier, Étienne Fougère, René-Paul Duchemin, président de la Confédération générale de la production française.
En 1933, lorsque l'État rachète la station privée Radio-Paris, il est question d'arrêter les émissions du poste de la Tour Eiffel. La station est toutefois maintenue sur Ondes moyennes et cède les Grandes Ondes en 1935 à Radio-Paris. La mauvaise qualité de réception et la faiblesse des moyens rendent les programmes peu écoutés. 
Radio Tour Eiffel change d'autorité de tutelle le 29 juillet 1939, passant de l'administration des Postes, télégraphes et téléphones (P.T.T.) à celle de la Radiodiffusion Française Nationale (RN) nouvellement créée, qui groupe tous les services de la radiodiffusion publique sous son autorité unique. 
Radio Tour Eiffel cesse ses émissions le 6 juin 1940, alors que son émetteur est saboté par les techniciens de la Radiodiffusion Nationale douze jours avant l'entrée des Allemands à Paris. La Propaganda Abteilung Frankreich fait réparer l'émetteur et le remet en service le 1er février 1944 pour y diffuser une nouvelle radio de propagande depuis la Tour Eiffel, L'Information permanente.

## Organisation

### Dirigeants
Directeurs :
- Gustave Ferrié : 11/1921 - 26/05/1924
- Maurice Privat : 27/05/1924 - 04/11/1927

Directeur musical :
- Emmanuel Bondeville : 1935 - 06/06/1940

## Programmes

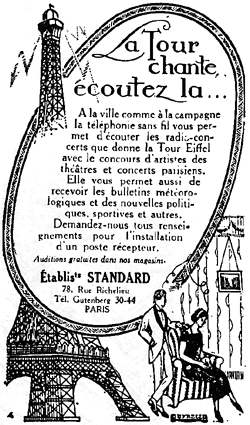
Publicité pour la station radiotéléphonique de la tour Eiffel parue dans La Rampe, le 22 octobre 1922.

Radio Tour Eiffel diffuse des radio-concerts réalisés avec le concours d'artistes bénévoles des théâtres et concerts parisiens, des bulletins météorologiques de la Météorologie Nationale, ainsi que des nouvelles politiques, sportives et autres au travers de chroniques et du « journal parlé ». 
Le programme est d'abord présenté par un sapeur du génie de 1921 à 1923, puis par des civils dès 1924 sous l'impulsion de Maurice Privat. L'information y tient une place de choix avec le « journal parlé ».
Jeudi 20 avril 1939 :
- 20h30 : Émission lyrique sous la direction de Tomasi avec Cantate de Pâques (Bach), Troisième leçon des Ténèbres (Couperin), Ulysse (Gounod).

Dimanche 23 avril 1939 :
- 21h30 : Variétés: Sous le signe des saisons.

### Audience
D'abord très écoutée du fait de son antériorité et du peu de concurrence des postes privés naissants, l'audience de Radio Tour Eiffel s'essouffle très vite dans les années 1930 face à Radio-Paris, Radio Cité ou le Poste Parisien dont la programmation est moins austère que la sienne, les divertissements plus nombreux et les conférences en moins grand nombre. L'État envisage même l'arrêt de ses programmes en 1933, à la suite du rachat de Radio-Paris.

## Diffusion
Radio Tour Eiffel est d'abord diffusée depuis un émetteur de 900 W situé au troisième étage de la tour Eiffel sur la fréquence Grandes Ondes de 2650 m en novembre 1921, sur 2600 m (800 W) dès décembre 1921, mais aussi sur 3200 m (1500 W). La station occupe ensuite la fréquence 2600 m GO (5 kW) de 1923 à 1924, 2650 m GO (5, puis 10, puis 12 kW) de 1925 à 1928, 1445,8 m GO (12, puis 15 kW) de 1929 à 1933, 1389 m GO (15 kW) en 1934, puis sur Ondes moyennes 206 m (5, puis 20, puis 80 kW) de 1935 à 1940.